# Donald Love
Donald Alistair Love (2 de diciembre de 1994) es un futbolista profesional escocés que juega como defensor en el club Accrington Stanley F. C. de la League Two.

## Trayectoria

### Manchester United
Love, nacido en Rochdale(Manchester) se unió a la academia del Manchester United a los siete años luego de jugar en el equipo local Northwich Town. Firmó un contrato profesional con Manchester United en 2013, luego de que escalara varias categorías.

#### Préstamo a Wigan Athletic
El 2 de octubre de 2015 fue a préstamo al equipo Wigan Athletic durante dos meses. Su debut profesional tuvo lugar al día siguiente a la contratación, cuando ingresó en el minuto 70 por el jugador Will Grigg. El partido que se disputó de visitante contra Walsall de la League One terminó en un empate sin goles. Love jugó ocho partidos para los Latics.

#### Fin del préstamo
Habiendo terminado su préstamo, Love tuvo su debut con Manchester United el 13 de febrero de 2016 en una derrota por 2-1 contra Sunderland en el Stadium of Light cuando ingresó en el primer tiempo por el lesionado Matteo Darmian. Love tuvo su primera aparición desde el comienzo del juego, cinco días más tarde en una derrota por 2-1 frente al FC Midtylland en la UEFA Europa League.

### Sunderland
El 11 de agosto de 2016 firmó un contrato por cuatro años con el club Sunderland A. F. C. de la Premier League de Inglaterra. El contrato se realizó por una cuota de £ 5,5 millones e incluía los servicios de Love, como así también, los de su compañero del Manchester United, Paddy McNair.

## Selección nacional
Love nació en Rochdale, Inglaterra, sin embargo, fue admitido en el equipo nacional de Escocia por su abuela nacida en Stranraer. Love ha representado a Escocia en la selección sub-17, sub-19 y sub-21.

## Estadísticas
| Club                     | Temporada  | Liga           | Liga  | Liga  | FA Cup | FA Cup | League Cup | League Cup | Europa League | Europa League | Otro  | Otro  | Total | Total |
| Club                     | Temporada  | División       | Part. | Goles | Part.  | Goles  | Part.      | Goles      | Part.         | Goles         | Part. | Goles | Part. | Goles |
| ------------------------ | ---------- | -------------- | ----- | ----- | ------ | ------ | ---------- | ---------- | ------------- | ------------- | ----- | ----- | ----- | ----- |
| Manchester United        | 2015–16    | Premier League | 1     | 0     | 0      | 0      | 0          | 0          | 1             | 0             | —     | —     | 2     | 0     |
| Wigan Athletic (préstamo | 2015–16    | League One     | 7     | 0     | 0      | 0      | 1          | 0          | —             | —             | 0     | 0     | 8     | 0     |
| Sunderland               | 2016–17    | Premier League | 8     | 0     | 0      | 0      | 2          | 0          | —             | —             | —     | —     | 10    | 0     |
| Total club               | Total club | Total club     | 16    | 0     | 0      | 0      | 3          | 0          | 1             | 0             | 0     | 0     | 20    | 0     |